# Madkultur
Madkultur er en beskrivelse af et områdes madtraditioner ud fra kulturelle værdier og nedarvet praksis i madlavning, kogekunst og spisevaner. Der indgår beskrivelser af klassiske retter i området. I nyere tid er et fokusområde også madens klimavenlighed og fordelingen af kød og grøntsager samt forhindring af madspild.